# ティナ・コテック
ティナ・コテック（Tina Kotek）、本名クリスティン・コテック（Christine Kotek, 1966年9月30日 - ）は、2023年より第39代オレゴン州知事を務めるアメリカ合衆国の政治家である。民主党所属のコテックは2007年から2022年までオレゴン州下院議員を第44区より8期務め、2011年から2013年までは下院多数党院内総務、2013年から2022年まではオレゴン州下院議長の役目を果たした。2022年オレゴン州知事選挙では共和党候補のクリスティン・ドラザンと無所属のベッツィ・ジョンソンを破って当選した。
レズビアンであることを公表しているコテックは選挙の勝利を通して幾度となく歴史的な記録を作った。2013年にアメリカの州議会史上初めて下院議長に選出されたオープン・レズビアンとなった。また彼女がオレゴン州下院議長を務めた期間は史上最長であった。2022年に彼女はモーラ・ヒーリーと並んで史上初めて州知事に当選したレズビアンを公表している女性となった。さらにケイト・ブラウン、ジャレッド・ポリスに続いて史上3人目（ヒーリーと同時）となるLGBTを公表した州知事となった。また彼女はバーバラ・ロバーツ、ケイト・ブラウンに続いて史上3人目となる女性のオレゴン州知事となった。

## 生い立ちと教育
コテックは1966年9月30日にペンシルベニア州ヨークでジェリー・アルバート・コテック（Jerry Albert Kotek）とフローレンス・マチッチ（Florence Matich, 旧姓）のあいだに生まれた。父はチェコ人の祖先をもち、母の両親はスロベニア人だった。祖父のフランティシェック・コテック（František Kotek）はティーネツ・ナト・ラベム出身のパン屋だった。
コテックはダラスタウン・エリア高校をクラスで2番目の成績で卒業した。彼女はジョージタウン大学に通ったものの中退した。その後は商業ダイビングや旅行代理店で働いた。
1987年にコテックはオレゴン州に移った。1990年に彼女はオレゴン大学で宗教学の学士号を取得した。さらに彼女はワシントン大学で学び、国際学と比較宗教学の修士号を取得した。

## キャリア
当選前のコテックはオレゴン・フード・バンクで公共政策アドボケイトとして働いた後、オレゴン州チルドレン・ファーストの政策ディレクターを務めた。2002年の予算危機の際はオレゴン州ヒューマンサービス連合の共同会長と知事メディケイド諮問委員会の共同会長を務めた。

### オレゴン州下院議員

#### 選挙
2004年にコテックはオレゴン州下院第43区で民主党予備選挙で敗退した。2006年に彼女はポートランド北部と北東部を含むオレゴン州下院第44区の民主党予備選挙で三つ巴の争いを勝ち抜いた。本選挙では共和党候補者を80%近い得票率で破った。
2008年の再選挙では無投票で出馬した。2010年には民主党予備選挙に挑んだが85%以上を得票し、さらに本選挙では81%近くを獲得して勝利した。2020年までに彼女は2年おきに再選を果たした。

#### 下院議長前
コテックは2009年の会期では民主党の院内幹事を務め、下院の指導者として活動した。2011年の会期では下院の党派が30対30で拮抗したために共和党のアンディ・オルソンと共同で仮議長に就任した。
2011年6月、下院民主党コーカスは院内総務のデイヴ・ハントの後任にコテックを選んだ。

#### 下院議長
2012年の選挙で民主党が下院の過半数を獲得するとコテックは2013年会期でオレゴン州下院議長に指名された。彼女はこの役職に選出されたことにより、アメリカ合衆国史上初めてレズビアンを公表した立法府の議長となった。彼女は2015年、2017年、2019年、2021年にも再選された。彼女の下院議長任期はオレゴン州史上最長である。
2016年12月、コテックは民主党議会運動委員会の理事長に就任した。2019年7月に彼女はこの職から退いた。
2020年、共和党が民主党と協力して2020年の国勢調査に基づく選挙区を再描画することを妥協点とすることにより、共和党が定足数規則の制限を利用して立法を停滞させることを止めさせた。その後コテックは決定を覆し、議会選挙区再編委員会で民主党の過半数を回復させた。
2022年1月、コテックは自身の選挙運動に専念するために下院議員辞職を表明した。下院議長の後任にはダン・レイフィードが選ばれ、また第44区はトラヴィス・ネルソンが引き継いだ。

## オレゴン州知事

### 2022年州知事選挙運動
2021年9月1日、コテックは2022年オレゴン州知事選挙への出馬を表明した。彼女の民主党予備選挙での主な対抗馬は州財務官のトビアス・リードであった。2022年5月17日の民主党予備選挙で彼女は勝利した。
本選挙でのコテックの主な対抗馬は共和党候補で元州議会議員のクリスティン・ドラザンと無所属で元州議会議員のベッツィ・ジョンソンであった。選挙は11月8日に実施された。11月9日、『オレゴニアン』、『ウィラメッテ・ウィーク』、オレゴン公共放送は73%の票が集計され、コテックが当選したことを報じた。

### 在職中
コテックは2023年1月9日に就任した=。就任初日に彼女はホームレス問題による非常事態宣言を発表した。

## 私生活
コテックは2005年にエイミー・ウィルソン（Aimee Wilson）と出会い、2017年に非公開の結婚式を挙げた。2人は2005年からポートランドのケントン近郊で暮らしている。コテックはオレゴン州議会の議員でただ1人のLGBTQ+公表者であり、またアメリカ合衆国史上初のレズビアンの州下院議長である。
コテックは自身をもはやカトリックの教えを実践していない(a lapsed Catholic)と考え、米国聖公会の教会に通っている。

## 選挙戦歴

### オレゴン州知事
| 政党     | 政党     | 候補者                       | 得票数  | 得票率 (%) |
| -------- | -------- | ---------------------------- | ------- | ---------- |
|          | 民主党   | ティナ・コテック             | 275,301 | 57.6%      |
|          | 民主党   | トビアス・リード             | 156,017 | 32.6%      |
|          | 民主党   | パトリック・スターンズ       | 10,524  | 2.2%       |
|          | 民主党   | ジョージ・カリージョ         | 9,365   | 1.9%       |
|          | 民主党   | マイケル・トリンブル         | 5,000   | 1.0%       |
|          | 民主党   | ジョン・スウィーニー         | 4,193   | 0.9%       |
|          | 民主党   | ジュリアン・ベル             | 3,926   | 0.8%       |
|          | 民主党   | デイヴ・スタウファー         | 2,302   | 0.5%       |
|          | 民主党   | ウィルソン・ブライト         | 2,316   | 0.5%       |
|          | 民主党   | イフェニチュクウ・ディル     | 1,780   | 0.4%       |
|          | 民主党   | ケイシャ・マーチャント       | 1,755   | 0.4%       |
|          | 民主党   | ジュヌヴィエーヴ・ウィルソン | 1,588   | 0.3%       |
|          | 民主党   | マイケル・クロス             | 1,342   | 0.3%       |
|          | 民主党   | デヴィッド・ビーム           | 1,308   | 0.3%       |
|          | 民主党   | ピーター・ホール             | 982     | 0.2%       |
| 総得票数 | 総得票数 | 総得票数                     | 491,445 | 100%       |

| 政党     | 政党           | 候補者                 | 得票数    | 得票率 (%) |
| -------- | -------------- | ---------------------- | --------- | ---------- |
|          | 民主党         | ティナ・コテック       | 916,635   | 46.9%      |
|          | 共和党         | クリスティン・ドラザン | 849,853   | 43.5%      |
|          | 無所属         | ベッツィ・ジョンソン   | 168,363   | 8.6%       |
|          | 憲法党         | ドニス・ノエル・スミス | 8,047     | 0.4%       |
|          | リバタリアン党 | R・レオン・ノーブル    | 6,862     | 0.3%       |
|          | 書き込み候補   | 書き込み候補           | 2,113     | 0.1%       |
| 総得票数 | 総得票数       | 総得票数               | 1,951,873 | 100%       |
|          | 民主党が維持   |                        |           |            |